# 惠記集團
惠記集團有限公司，簡稱惠記集團（英語：Wai Kee Holdings Limited，港交所：0610），在1970年由單偉豹、以及單偉彪兄弟的父親創立的，主要經營建築、石礦、公路、物業、建築材料、花旗參等行業。
股份在1992年8月28日，在香港交易所主板上市，除了單偉豹、以及單偉彪兄弟屬於大股東外，還有新創建集團有限公司 。旗下公司包括路勁基建有限公司持有38.9%權益、利基控股有限公司持有51.17%權益、加拿大人參總匯股份有限公司等企業。總部位於香港九龍尖沙咀加連威老道98號東海商業中心11樓1103室。

## 連結
- 惠記集團官方網站 （页面存档备份，存于）